# Corythalia flavida
Corythalia flavida là một loài nhện trong họ Salticidae.
Loài này thuộc chi Corythalia. Corythalia flavida được Frederick Octavius Pickard-Cambridge miêu tả năm 1901.